# Soeperman (personage)
Soeperman is de hoofdfiguur in de stripreeks Soeperman. Soeperman is, zoals hij het zelf zegt, een kleine zelfstandige superheld. Hij is een parodie op Superman. De reeks is geschreven door Willem Ritstier en getekend door René Uilenbroek.

## Achtergrond
In het dagelijkse leven is hij Klark Klont, de onopvallende redacteur van de kook-column bij een krant, maar in zijn superheld-kostuum wordt hij de onvermoeibare bestrijder van het kwaad, in al zijn mogelijke vormen, meestal op verzoek van Commissaris Breukebroek. Hij wordt bijgestaan door zijn trouwe metgezel Leo, een egel. Toch vindt hij nog tijd voor een romance met zijn collega Loes.

## Superkrachten
Naast een bovenmenselijke kracht, onfeilbaar gehoor en laserogen maakt hij gebruik van technologie (een straalmotor op zijn rug) om zich te verplaatsen.

## Zwakke plek
Soeperman heeft één zwakte, broccoli. Met deze groente in de buurt verliest hij meteen zijn krachten, een wapen dat zijn talrijke vijanden niet nalaten tegen hem te gebruiken.

## Vijanden
Soeperman wordt geconfronteerd met een leger van tegenstanders, van georganiseerde misdaad (Rex Gluton, een Godfather-lookalike Don), krankzinnige wetenschappers (Borstelaer) tot aan zwarte magiërs (Mega Lady, Pjetr, Pjotr & Pjatr en De Nar).

## Concurrenten
Soeperman wordt soms bijgestaan door Bedman en Spinneman, maar meestal leveren zij onderling strijd voor de titel van grootste en meest geliefde superheld. Deze rivaliteit breekt hen soms zuur op.